# Liste der Biografien/Hald
Liste der Biografien |
Portal Biografien |
Personensuche
# |
A |
B |
C |
D |
E |
F |
G |
H |
I |
J |
K |
L |
M |
N |
O |
P |
Q |
R |
S |
T |
U |
V |
W |
X |
Y |
Z |
?
 
Ha |
Hd |
He |
Hi |
Hj |
Hk |
Hl |
Hm |
Hn |
Ho |
Hr |
Hs |
Ht |
Hu |
Hv |
Hw |
Hy
 
Haa |
Hab |
Hac |
Had |
Hae–Haf |
Hag |
Hah |
Hai |
Haj |
Hak |
Hal |
Ham |
Han |
Hao |
Hap |
Haq |
Har |
Has |
Hat |
Hau |
Hav |
Haw |
Hax |
Hay |
Haz
 
Hala |
Halb |
Halc |
Hald |
Hale |
Half |
Halg |
Halh |
Hali |
Halj |
Halk |
Hall |
Halm |
Halo |
Halp |
Hals |
Halt |
Halu |
Halv |
Halw |
Haly |
Halz
Die Liste der Biografien führt alle Personen auf, die in der deutschsprachigen Wikipedia einen Artikel haben. Dieses ist eine Teilliste mit 82 Einträgen von Personen, deren Namen mit den Buchstaben „Hald“ beginnt.

## Hald
- Hald Jensen, Simon (* 1994), dänischer HandballspielerSimon Hald Jensen (* 1994)

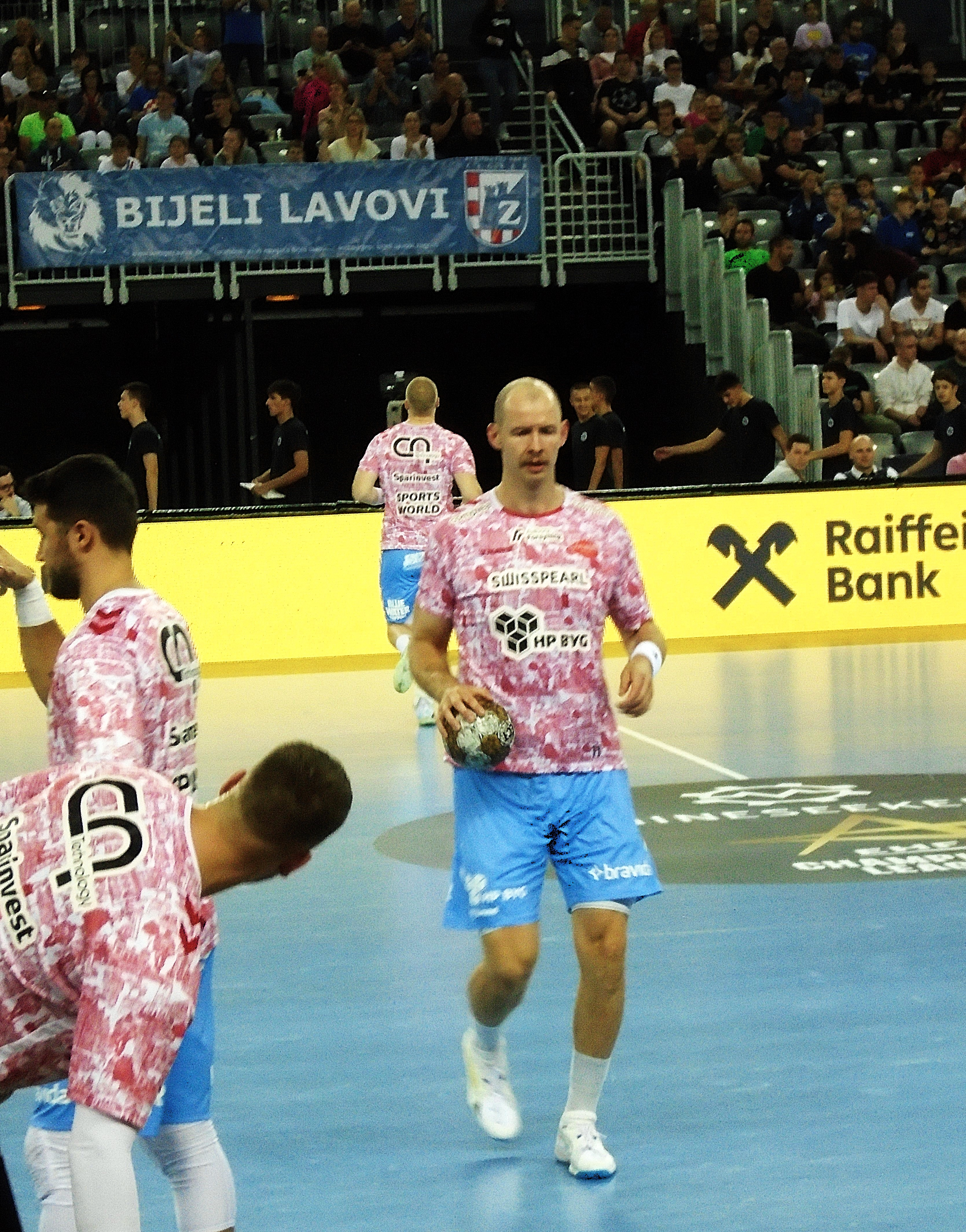
Simon Hald Jensen (* 1994)

- Hald, Anne (* 1990), dänische Badmintonspielerin
- Hald, Edward (1883–1980), schwedischer Maler, Grafiker und Glaskünstler
- Hald, Ingeborg Kringeland (* 1962), norwegische Schriftstellerin
- Hald, Margrethe (1897–1982), dänische Textilarchäologin und wissenschaftliche Mitarbeiterin des Dänischen Nationalmuseums
- Hald, Niels Ole, dänischer Radrennfahrer

### Halda
- Hâldan, Cătălin (1976–2000), rumänischer Fußballspieler
- Haldan, Paul (* 1965), niederländischer Tischtennisspieler
- Haldane, Aylmer (1862–1950), britischer General
- Haldane, Charlotte (1894–1969), britische Schriftstellerin
- Haldane, Elizabeth (1862–1937), schottische Autorin, Sozialarbeiterin und Frauenrechtlerin
- Haldane, F. Duncan M. (* 1951), britischer Physiker
- Haldane, Gordon, schottischer Badmintonspieler
- Haldane, J. B. S. (1892–1964), indischer Genetiker britischer Herkunft
- Haldane, Jason (* 1971), kanadisch-britischer Volleyballspieler
- Haldane, Jillian (* 1971), schottische Badmintonspielerin
- Haldane, John Scott (1860–1936), schottischer Physiologe
- Haldane, Mikaylia (* 1993), jamaikanische Badmintonspielerin
- Haldane, Richard, 1. Viscount Haldane (1856–1928), britischer Politiker (Liberals), Mitglied des House of Commons, Rechtsanwalt und Philosoph
- Haldane, Robert (1764–1842), schottischer Marineoffizier und Laienprediger
- Haldane, Robert (1772–1854), schottischer Theologe und Mathematiker
- Haldas, Béatrice (1944–1987), Schweizer Opernsängerin (Sopran) griechischer Abstammung
- Haldas, Georges (1917–2010), französischsprachiger Schweizer Schriftsteller, Dichter, Essayist und Übersetzer

### Halde
- Haldeman, Charles (1931–1983), US-amerikanischer Autor
- Haldeman, Donald (1947–2003), US-amerikanischer Sportschütze
- Haldeman, Douglas (* 1951), US-amerikanischer Psychotherapeut, Psychologe und Autor
- Haldeman, Harry Robbins (1926–1993), US-amerikanischer Politiker und Stabschef des Weißen Hauses unter Präsident Richard NixonHarry Robbins Haldeman (1926–1993)

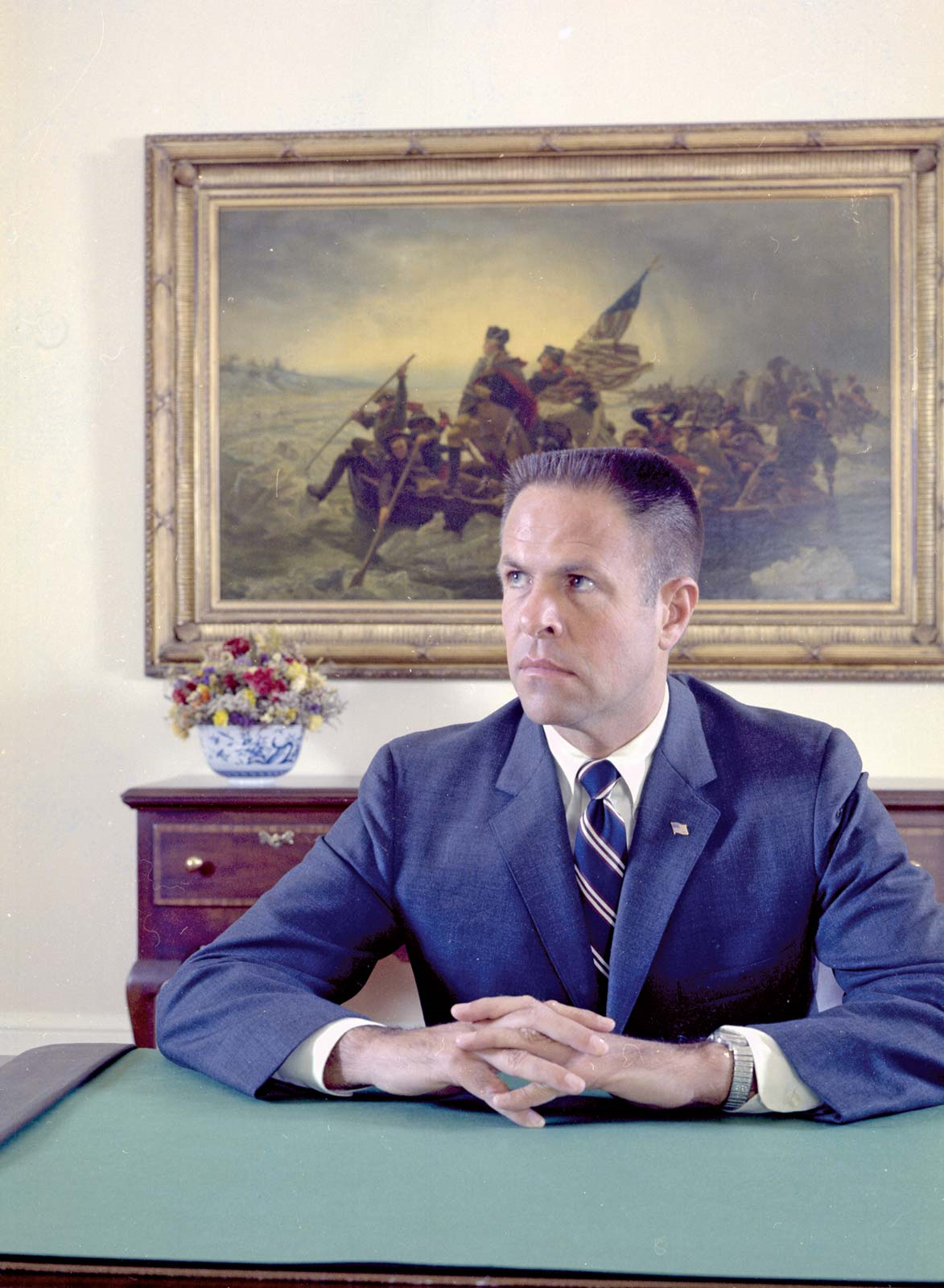
Harry Robbins Haldeman (1926–1993)

- Haldeman, Jack C. II (1941–2002), US-amerikanischer Biologe und Science-Fiction-Schriftsteller
- Haldeman, Joe (* 1943), US-amerikanischer Science-Fiction-Autor
- Haldeman, Marcet (1887–1941), US-amerikanische Autorin
- Haldeman, Richard Jacobs (1831–1886), US-amerikanischer Politiker
- Haldeman, Samuel Stehman (1812–1880), US-amerikanischer Natur- und Sprachforscher
- Haldeman, Tim, US-amerikanischer Jazzmusiker
- Haldeman-Julius, Emanuel (1889–1951), US-amerikanischer Journalist und Verleger
- Haldemann, Cedric (* 1999), Schweizer Unihockeyspieler
- Haldemann, Matthias (* 1963), Schweizer Kunsthistoriker und Museumsdirektor
- Halden, Elisabeth (1841–1916), deutsche Kinder- und Jugendbuchautorin
- Halden, Hans (1888–1973), deutscher Schauspieler bei Bühne und Film
- Haldensleben, Mathilde von, Ehefrau des Slawenfürsten Pribislaw und Äbtissin in Magdeburg
- Haldenwang, Christian (1770–1831), deutscher Kupferstecher
- Haldenwang, Karl Georg (1803–1862), deutscher evangelischer Pfarrer und Sozialreformer
- Haldenwang, Thomas (* 1960), deutscher Verwaltungsjurist und Beamter im Ruhestand
- Halder, Alois (1928–2020), deutscher Philosoph und Hochschullehrer
- Halder, Andreas Matthias (* 1965), deutscher Facharzt für Orthopädie und Unfallchirurgie
- Halder, Anton von (1845–1925), deutscher Verwaltungsjurist
- Halder, Arnold (1812–1888), Schweizer Kaufmann, Heimat- und Lieddichter
- Halder, Baby (* 1973), indische Schriftstellerin
- Halder, Franz (1884–1972), deutscher Generaloberst und Chef des Generalstabes des Heeres im Zweiten WeltkriegFranz Halder (1884–1972)

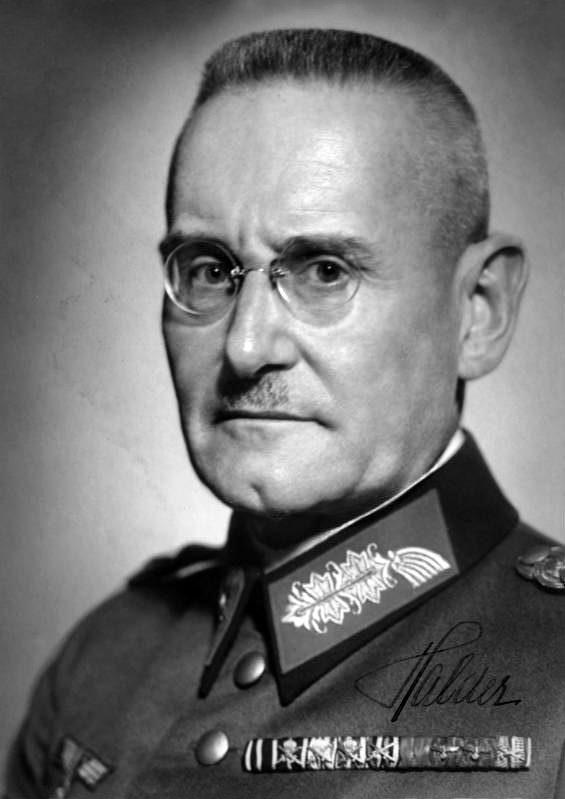
Franz Halder (1884–1972)

- Halder, Gebhard (1942–2024), österreichischer Politiker (ÖVP), Vorarlberger Landtagsabgeordneter, ehemaliger Klubvorsitzender (ÖVP) und Landtagspräsident
- Halder, Jakob (1923–1995), österreichischer Politiker (ÖVP), Abgeordneter zum Nationalrat
- Halder, Maximilian (1853–1912), bayerischer Generalmajor und Kommandant von Germersheim
- Halder, Michelle (* 1999), deutsche Automobilrennfahrerin
- Halder, Nold (1899–1967), Schweizer Bibliothekar und Archivar
- Halder, Stefan R., deutscher Dirigent und Pädagoge
- Halder, Thomas (* 1953), deutscher politischer Beamter (CDU)
- Halder, Veronika (* 1980), österreichische Rennrodlerin
- Halder, Wally (1925–1994), kanadischer Eishockeyspieler und -trainer
- Halder, Willi (* 1958), deutscher Politiker (Bündnis 90/Die Grünen), MdL
- Halder, Winfrid (* 1962), deutscher Historiker
- Halderman, Don (* 1930), US-amerikanischer Hürdenläufer
- Halderman, Joe (* 1957), US-amerikanischer Regisseur, Drehbuchautor und Fernsehproduzent
- Halderson, Haldor (1900–1965), kanadischer Eishockeyspieler

### Haldi
- Haldi, Claude (1942–2017), Schweizer Automobilrennfahrer
- Haldi, Roland (* 1979), Schweizer Snowboarder
- Haldi, Ulrich Christian (1944–2003), Schweizer Antiquitätenhändler und Schriftsteller
- Haldimand, Frederick (1718–1791), Schweizer General in britischen Diensten, Generalgouverneur von Kanada
- Haldimand, William (1784–1862), britischer Bankier und Politiker, Mitglied des House of Commons
- Haldimann, Eva (1927–2019), Schweizer Literaturkritikerin, Übersetzerin und Autorin
- Haldimann, Gertrud (1907–2001), Schweizer Aktivistin gegen das Frauenstimmrecht
- Haldimann, Hans-Rudolf (1919–1998), Schweizer Elektroingenieur und Publizist
- Haldimann, Paul (1893–1951), Schweizer Kunstmaler
- Haldimann, Ueli (* 1953), Schweizer Journalist und ehemaliger Direktor des Schweizer Fernsehens
- Haldin, Mats (* 1975), finnischer Orientierungsläufer
- Haldin, Misan (* 1982), deutscher Basketballspieler
- Halding-Hoppenheit, Laura (* 1942), rumänisch-deutsche Wirtin, LGBT- und AIDS-Aktivistin sowie Kommunalpolitikerin (Die Linke)Laura Halding-Hoppenheit (* 1942)

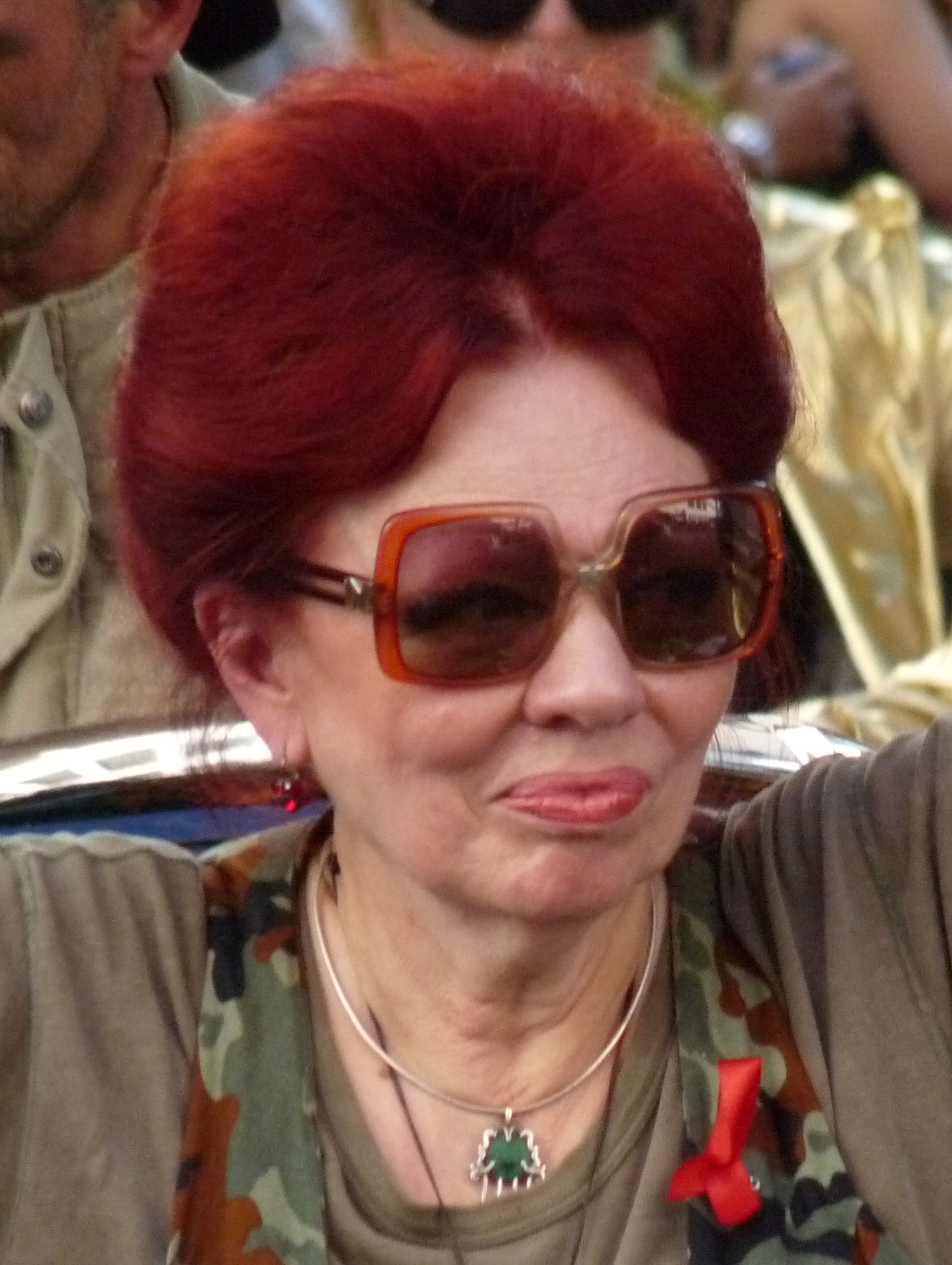
Laura Halding-Hoppenheit (* 1942)

- Haldipur, Nityanand (* 1948), indischer Bansurispieler

### Haldn
- Haldner, Hans, Steinmetz der Spätgotik in München
- Haldner-Schierscher, Manuela (* 1971), liechtensteinische Politikerin (FL)

### Haldo
- Haldon, John F. (* 1948), britischer Byzantinist

### Haldy
- Haldy, Franz Anton Emil (1826–1901), Geheimer Kommerzienrat, Kommunalpolitiker und Industrieller
- Haldy, Jakob Friedrich (1788–1844), Saarbrücker Bürgermeister, Kommunalpolitiker und Kaufmann
- Haldy, Richard (1855–1899), preußischer Landrat